# Sébastien Erard

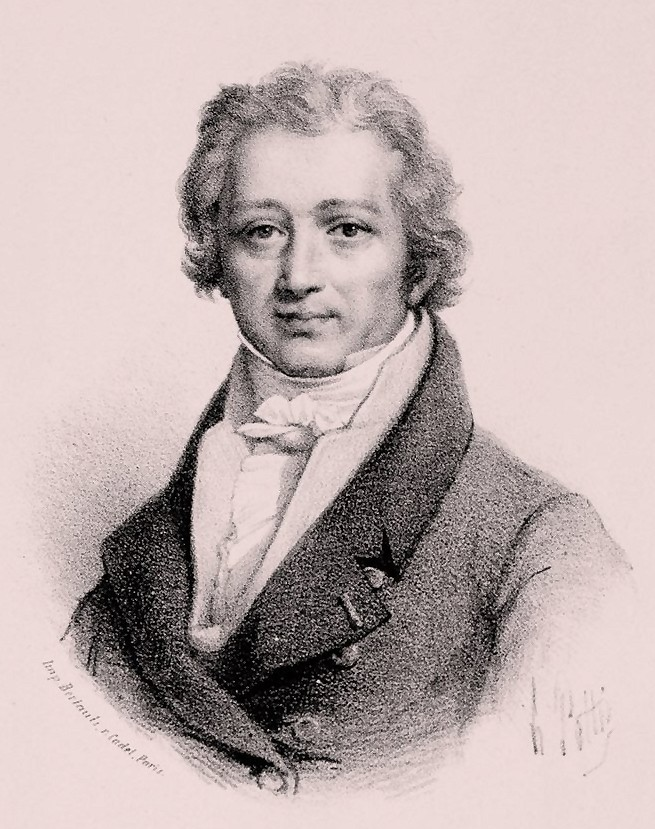
Sébastien Erard

Sébastien Erard (Straatsburg, 5 april 1752 – Passy, 5 augustus 1831) was een Franse muziekinstrumentenmaker.
Erard was actief in de wereld van de piano- en harpenbouw, waarvan hij de geschiedenis heeft beïnvloed.

## Biografie
Erard werd door zijn ouders op achtjarige leeftijd naar de Ecole du Génie in Straatsburg gestuurd waar hij al snel uitblonk in architectuur, perspectief, lijntekenen en praktische geometrie. Hij was ongekend vaardig met getallen. Rond de tijd dat zijn vader in 1768 overleed, vertrok hij naar Parijs. In 1777 bouwde hij zijn eerste tafelpiano, zijn eerste klavecimbel in 1779.
Zijn oudere broer Jean-Baptiste Erard kwam in 1780 naar Parijs en in dat jaar startten ze de firma Erard Frères. Op 5 februari 1785 kreeg Sébastien Erard van koning Lodewijk XVI van Frankrijk een "Koninklijk Brevet" dat hem boven het gilde stelde.
Hij vond de 'Verschiebung' (het linkerpedaal op een vleugel) uit in 1794. Hij heeft het double echappement ontwikkeld, waardoor de toon op de piano meermaals snel achter elkaar kan worden herhaald, en was de eerste die een smeedijzeren raamwerk in een piano toepaste. Ook was hij de bedenker van met koperdraad omsponnen bassnaren, waardoor de dikke bassnaren minder afhankelijk werden van temperatuurschommelingen. Daarnaast ontwikkelde hij de agraffe (in 1809) en de 'druklijst' (in 1838), die de pianosnaren een duidelijker afbakening gaf van het trillende en toonproducerende gedeelte.
Hij vond de dubbelpedaalharp uit waarvoor hij in 1810 patent aanvroeg. Dit is het soort harp dat vandaag de dag het meest gangbaar is.

## Fabrieken
De fabrieken van Erardpiano's waren in Parijs en Londen gevestigd. De vestiging in Londen werd in 1792 geopend en sloot in 1890. In 1959 ging de vestiging in Parijs een fusie aan met Gaveau en in 1960 met Pleyel. Deze Gaveau-Pleyel-Érardfabriek werd in 1970 overgenomen door Wilhelm Schimmel uit Braunschweig, wiens bedrijf al sinds 1885 actief was op de pianomarkt. Het nieuwe bedrijf heet vanaf 1971 de Schimmel Company.